# 大崎市立清滝小学校
大崎市立清滝小学校（おおさきしりつ きよたきしょうがっこう）は宮城県大崎市にあった公立小学校である。

## 沿革
- 1873年（明治6年） - 清滝、小山田、清水沢、北宮沢の各小学校設立
- 1914年（大正3年） - 高等科を設置し、清滝尋常高等小学校に改称
- 1928年（昭和3年） - 現在地に校舎完成
- 1941年（昭和16年） - 清滝国民学校に改称
- 1947年（昭和22年） - 清滝村立清滝小学校に改称
- 1954年（昭和29年） - 町村合併により、古川市立清滝小学校に改称
- 1992年（平成4年） - 新校舎完成
- 2006年（平成18年） - 市町合併により、大崎市立清滝小学校に改称
- 2021年（令和3年）
  - 3月17日  - 学校統合に伴い、147年最後の卒業式が開かれ、卒業生7人に卒業証書が手渡された
  - 3月末 - 児童数減少により、閉校。大崎市立古川北小学校に統合[1][2]。

## 通学区域
- 古川雨生沢字、古川北宮沢字 久保田・下前田・南原・山崎・柳堤・畑谷地・前田沢・大森・上前田・袖沢・上前田西・三本松（6，13，15，18）、古川北宮沢字三本松（32-3）・乙西久保・北股・小林・甲朴木欠・舘・西久保・二枚橋・二反田・日向・朴木欠丙・木杭・浦ノ沢、古川清水沢字 市ケ坂・梅女・狩野・北山・十八引沢・鴻ノ巣・築道・寺東・堀崎・向原・向沢田・向沢田南・寺前（44，51）、古川清水沢字 寺前（6-1）・大谷地・大森・大境・大境川向・欠田・北原・高畑・田中・長泥・滑石・鍋沢・藤屋敷・堀場・前田沢・山崎・新北原、古川清滝字[3]

## 進学先中学校
- 卒業生が公立中学校を選択する場合は、古川北中学校へ進学する[3]。

## 学校教育目標
希望や夢に向かってチャレンジする子供たちの育成